# Dunkerque (lớp thiết giáp hạm)
Lớp thiết giáp hạm Dunkerque là một lớp thiết giáp hạm "nhanh" gồm hai chiếc được Hải quân Pháp chế tạo trước Chiến tranh Thế giới thứ hai. Không lớn bằng những thiết giáp hạm đương thời của các nước khác, chúng được thiết kế nhằm đối phó lại mối đe dọa từ những thiết giáp hạm bỏ túi thuộc lớp Deutschland của Đức. Chúng có sự bố trí dàn pháo chính độc đáo, với hai tháp pháo 330 mm/50 Modèle 1931 bốn nòng hướng ra phía trước. Trong chiến tranh, thoạt tiên chúng đã cùng các tàu chiến Anh truy đuổi các tàu chiến Đức đang đánh phá các tuyến đường thương mại hàng hải; nhưng vào năm 1940, do nằm dưới quyền kiểm soát của phe Pháp Vichy, chúng bị Hải quân Anh tấn công tại cảng Mers-el-Kébir bên bờ Địa Trung Hải, rồi cả hai sau đó bị đánh đắm tại Toulon vào tháng 11 năm 1942.

## Bối cảnh
Hội nghị Hải quân Washington năm 1922, kết thúc với thỏa thuận Hiệp ước Hải quân Washington, quyết định ngừng việc đóng mới thiết giáp hạm trong vòng mười năm; khi mà một cuộc chạy đua vũ trang hải quân mới đang diễn ra giữa Hoa Kỳ, Anh Quốc và Nhật Bản; với các lớp thiết giáp hạm Colorado và South Dakota của Mỹ, lớp tàu chiến-tuần dương G3 của Anh, lớp thiết giáp hạm Nagato và Tosa cùng lớp tàu chiến-tuần dương Amagi của Nhật đang được chế tạo hay lên kế hoạch. Hiệp ước cho phép Hoa Kỳ hoàn tất các thiết giáp hạm Colorado và Maryland thuộc lớp Colorado; Anh được phép đóng mới hai thiết giáp hạm trong giới hạn được đưa ra bởi Hiệp ước: tải trọng 35.000 tấn và cỡ pháo chính 16 inch; và Nhật Bản tiếp tục hoàn tất chiếc Mutsu thuộc lớp Nagato. Pháp và Ý mỗi nước sẽ được phép thay thế, sau năm 1927, hai trong số các thiết giáp hạm cũ của họ, theo những giới hạn về tải trọng và cỡ pháo như đã nêu trên.
Đức Quốc xã không bị ràng buộc bởi Hiệp ước Washington, nhưng theo những quy định riêng của Hiệp ước Versailles, trong đó cấm chế tạo mọi tàu chiến có tải trọng lớn hơn 10.000 tấn. Giới hạn này còn thấp hơn cả tải trọng của lớp tàu tuần dương bọc thép Minotaur của Anh hay lớp thiết giáp hạm tiền-dreadnought Deutschland của Đức, tất cả đều được đóng trước năm 1910.
Hoa Kỳ, Anh và Nhật Bản đã sử dụng hết những hạn ngạch cho phép được quy định bởi Hiệp ước Washington, nhưng Pháp và Italy đã không sử dụng. Lý do chính là do những khó khăn tài chính mà hai nước này gặp phải; nhưng ngay cả trong các cuộc đụng độ hải quân, tầm quan trọng của việc chế tạo thiết giáp hạm rất đáng nghi ngờ, vì không có một thắng lợi quyết định nào được đưa đến trong các cuộc đối đầu giữa những thiết giáp hạm, kể từ chiến thắng của Hoa Kỳ tại vịnh Manila và Santiago de Cuba trong cuộc Chiến tranh Tây Ban Nha-Hoa Kỳ và chiến thắng của Nhật Bản trong trận Hải chiến Tsushima, hơn 24 và 17 năm trước đó.
Kinh nghiệm trong Chiến tranh Thế giới thứ nhất cho thấy rõ tầm quan trọng của việc đảm bảo an toàn các tuyến đường thương mại hàng hải, một nhiệm vụ mà tàu tuần dương tỏ ra phù hợp hơn so với những thiết giáp hạm. Vì vậy trong những năm đầu tiên sau Hiệp ước Washington đã chứng kiến việc đóng mới những lớp tàu tuần dương hạng nặng bởi tất cả các quốc gia tham gia vào Hiệp ước.
Vào cuối những năm 1920, những thiết giáp hạm mạnh mẽ nhất trang bị bốn tháp pháo nòng đôi cỡ 381 mm (15 inch) (lớp Queen Elizabeth và Revenge cùng tàu chiến-tuần dương HMS Hood) hoặc 406 mm (16 inch) (Colorado và Nagato) ngoại trừ lớp Nelson mang ba tháp pháo 406 mm (16 inch) ba nòng phía trước. Đa số chúng có tốc độ tối đa 21-24 knot (Revenge, Colorado, Nelson, Queen Elizabeth), một ít có tốc độ 27 knot (Nagato), với ngoại lệ đáng kể là các tàu chiến-tuần dương lớp Renown và chiếc HMS Hood có tốc độ trên 30 knot.
Bộ Hải quân Pháp, dưới sự lãnh đạo của Phó Đô đốc Henri Salaun và Tham mưu trưởng, Phó Đô đốc Violette, đã bàn luận trong những năm 1920 về những kiểu thiết kế tàu chiến khác nhau có thể "tiêu diệt" tàu tuần dương, có vũ khí mạnh hơn và chạy nhanh hơn tàu tuần dương hạng nặng. Một trọng lượng rẽ nước 17.500 hoặc 23.333 tấn sẽ cho phép chế tạo bốn hoặc ba chiếc trong hạn ngạch tối đa 70.000 tấn mà Hiệp ước Washington dành cho Pháp để đóng mới hai chiếc thay thế. Một sự bố trí dàn pháo chính gồm hai tháp pháo 305 mm (12 inch) bốn nòng phía trước được xem xét, kết hợp sự lựa chọn kiểu tháp pháo bốn nòng của các nhà thiết kế Pháp trên các lớp thiết giáp hạm Normandie và Lyon cùng cách sắp xếp toàn bộ dàn hỏa lực hướng ra phía trước của lớp Nelson. Nhưng một con tàu với tải trọng như vậy không có được một thiết kế cân bằng giữa cách sắp xếp dàn pháo chính, tốc độ khoảng 34-35 knot và vỏ giáp tương xứng, vì vậy kế hoạch này đã không thể xúc tiến việc đặt hàng một thiết giáp hạm với tải trọng mong muốn.
Mọi thứ đều thay đổi vào tháng 2 năm 1929, khi Hải quân Đức đặt lườn chiếc Deutschland, một kiểu tàu chiến mà người Đức xếp vào loại "tàu bọc thép" (tiếng Đức: Panzerschiff) có tải trọng 10.000 tấn, về mặt hình thức tuân thủ theo Hiệp ước Versailles, nhưng trong thực tế nặng hơn ít nhất 25%, nhưng điều này đã không được biết đến ngay vào lúc đó. Với hai tháp pháo 280 mm (11 inch) SK C/28 ba nòng và một tốc độ tối đa 28,5 knot, con tàu này có hỏa lực vượt trội hơn mọi chiếc tàu tuần dương hạng nặng, vốn chỉ trang bị pháo 203 mm (8 inch) nhằm tuân theo quy định của Hiệp ước Washington giới hạn cỡ nòng dàn pháo chính của tàu tuần dương, và nhanh hơn mọi thiết giáp hạm chỉ trừ ba chiếc tàu chiến-tuần dương nhanh nhất của Hải quân Hoàng gia Anh: HMS Hood, HMS Renown và HMS Repulse. Lớp Deutschland thường được các nước khác, trước tiên là bởi Hải quân Hoàng gia Anh, gọi là những "thiết giáp hạm bỏ túi", cho dù tên chính thức mà người Đức gọi chúng là những "tàu tuần dương bọc thép".
Sau Deutschland, người Đức tiếp tục mở rộng lớp tàu này khi tiếp tục đặt lườn Admiral Scheer vào tháng 6 năm 1931 và Admiral Graf Spee vào tháng 10 năm 1932.
Phản ứng của Bộ Hải quân Pháp là đưa ra thiết kế sơ thảo cho một lớp tàu sẽ vượt trội hơn những "thiết giáp hạm bỏ túi" của Đức về hỏa lực, vỏ giáp và tốc độ. Phó Đô đốc Violette nhanh chóng nhận ra rằng, với một tải trọng dưới 26.000 tấn, không thể nào tích hợp hai tháp pháo bốn nòng phía trước với cỡ nòng lớn hơn 305 mm, tốc độ gần 30 knot và vỏ giáp có khả năng chống lại đạn pháo 280 mm. Vì vậy đã khai sinh ra lớp Dunkerque với tải trọng 35.000 tấn. Chiếc dẫn đầu của lớp tàu này, Dunkerque, mang tên thị trấn biểu trưng cho Chiến tranh với Đức năm 1914-1918, được đặt hàng trong Chương trình Chế tạo Hải quân 1932, và được đặt lườn vào ngày 24 tháng 12 năm 1932. Nó được nhanh chóng tiếp nối với chiếc thứ hai Strasbourg, được đặt lườn vào tháng 11 năm 1934.
Vào ngày 14 tháng 2 năm 1934, Đức tiếp tục đặt hàng hai thiết giáp hạm (mà người Anh xem chúng là tàu chiến-tuần dương), mà thiết kế được dựa trên lớp Ersatz Yorck vốn được vạch kế hoạch vào năm 1915. Chiếc Gneisenau được đặt lườn vào ngày 6 tháng 5 năm 1935, tiếp nối bởi chiếc Scharnhorst vào ngày 15 tháng 6 năm 1935. Chúng có trọng lượng rẽ nước nặng hơn lớp Dunkerque, vỏ giáp tốt hơn, và trang bị chín khẩu hải pháo 28 cm SK C/34, cùng cỡ với lớp Deutschland. Theo ý muốn của Adolf Hitler, một cỡ pháo nặng hơn đã từng được xem xét cho dàn pháo chính, vì lớp Dunkerque được trang bị cỡ pháo 330 mm; nhưng vào lúc những quyết định cuối cùng về thiết kế lớp tàu này được đưa ra, Đức đang đàm phán Thỏa thuận Hải quân Anh-Đức 1935, khi mà Chính phủ Anh khẳng định mong muốn giới hạn cỡ nòng pháo chính trên thiết giáp hạm. Vì vậy, một cách miễn cưỡng, kiểu hải pháo 28 cm SK C/34 cải tiến với nòng dài hơn, lưu tốc đầu đạn lớn hơn, nhưng có cùng cỡ nòng 280 mm đã được chọn.
Vì các nhà thiết kế Hải quân Pháp tin rằng vỏ giáp của lớp Dunkerque có thể chống lại đạn pháo 280 mm, họ đã không cần đến một lớp thiết giáp hạm nặng hơn sau đó, nếu như Benito Mussolini đã không tuyên bố vào ngày 26 tháng 5 năm 1934 quyết định chế tạo lớp thiết giáp hạm tải trọng 35.000 tấn, những chiếc thiết giáp hạm Ý đầu tiên kể từ Hiệp ước Hải quân Washington.

## Thiết kế
Thiết kế của lớp Dunkerque rất sáng tạo, đáng kể nhất là toàn bộ dàn pháo chính được bố trí phía trước. Đây cũng là trường hợp lớp thiết giáp hạm Nelson của Hải quân Hoàng gia Anh, nhưng chúng có ba tháp pháo mang chín khẩu pháo, nên góc bắn của tháp pháo sau cùng bị giới hạn bởi tháp pháo trước mặt nó. Lớp Dunkerque sử dụng hai tháp pháo 330 mm bốn nòng cho phép một hỏa lực bắn ra phía trước không giới hạn. Do Hiệp ước Hải quân Washington giới hạn trọng lượng rẽ nước của những con tàu, sự sắp xếp tháp pháo bốn nòng có ưu điểm tiết kiệm được trọng lượng bọc thép cho tháp pháo so với bốn tháp pháo nòng đôi, trong khi có cùng một sức mạnh về hỏa lực. Khuyết điểm của nó là một phát đạn pháo may mắn bắn trúng duy nhất cũng đủ để loại khỏi vòng chiến một nửa hỏa lực dàn pháo chính của con tàu. Vì vậy các tháp pháo bốn nòng Pháp trên các lớp Dunkerque và Richelieu được phân chia bên trong nhằm cô lập sự hư hỏng; và cũng nhằm tránh trường hợp một phát bắn trúng có thể gây hư hại cho cả hai tháp pháo, chúng được đặt cách nhau 27 m. Mặt khác, toàn bộ dàn pháo chính đều bắn ra phía trước, hướng mà con tàu tiếp cận đối phương, ở một góc mà nó có tiết diện mục tiêu nhỏ nhất có thể.
Việc bố trí toàn bộ dàn pháo chính trên tháp pháo bốn nòng là đặc tính độc đáo của thiết kế những thiết giáp hạm Pháp cuối cùng. Chúng đã được dự định dành cho các lớp Normandie và Lyon ngay trước Chiến tranh Thế giới thứ nhất. Kết hợp với cách sắp xếp toàn bộ hướng ra trước, chúng cũng được áp dụng cho những chiếc Richelieu và Jean Bart tiếp theo. Tuy nhiên, trên những tháp pháo bốn nòng của Pháp, bốn nòng pháo không được bố trí độc lập, vì sẽ đòi hỏi một bệ tháp pháo đường kính quá lớn; từng cặp nòng pháo bên phải và bên trái được bố trí chung trên một bệ có cùng góc nâng. Đây không phải là trường hợp các tháp pháo 14 inch bốn nòng trước và sau trên lớp thiết giáp hạm King George V của Anh Quốc, vốn được bố trí hoàn toàn độc lập với nhau.
Hai nòng pháo cùng cặp được bố trí gần với nhau đến mức, một hiệu ứng sóng dội xảy ra khi bắn đồng thời đưa đến sự phân tán điểm rơi đạn pháo quá mức, vốn chỉ được sửa chữa vào năm 1948 trên những chiếc thuộc lớp Richelieu tiếp nối.
Lần đầu tiên trên một thiết giáp hạm Pháp, dàn pháo hạng hai thuộc kiểu đa dụng có thể sử dụng để chống hạm lẫn phòng không tầm xa; với năm tháp pháo 130 mm gồm ba tháp pháo bốn nòng phía đuôi có cấu trúc hai cặp nòng pháo tương tự như cấu trúc tháp pháo 330 mm, và hai tháp pháo nòng đôi hầu như không che chắn bố trí hai bên cấu trúc thượng tầng giữa tàu. Tuy nhiên, những khẩu pháo hạng hai này có cỡ nòng quá nhỏ cho nhiệm vụ chống hạm, và hiệu quả khá kém trong vai trò hỏa lực phòng không đối với máy bay bay nhanh ở tầm gần, ví dụ như máy bay ném bom bổ nhào, do có tốc độ bắn khá chậm chỉ có 10 phát mỗi phút. Với chỉ năm tháp pháo phòng không 37 mm và một số súng máy 13,7 mm, những con tàu này thiếu sót một dàn hỏa lực nhẹ bắn nhanh mà sau này được tái trang bị cho lớp Richelieu.
Một tháp chỉ huy lớn được bố trí phía trước, lần đầu tiên được trang bị một thang nâng bên trong, bên trên được bố trí ba máy đo tầm xa trên cùng một trục, với trọng lượng nặng bên trên lên đến 85 tấn. Một tháp chỉ huy phụ với hai máy đo tầm xa bên trên được đặt giữa ống khói và các thiết bị máy bay phía sau. Thiết bị hỗ trợ máy bay bao gồm hầm chứa, máy phóng và cần cẩu, có khả năng phóng ba đến bốn thủy phi cơ.
Khi chạy thử máy ngoài biển, khói thoát ra từ ống khói đã ảnh hưởng đến hoạt động của máy đo tầm xa trên tháp chỉ huy phía sau, nên vào năm 1938, cả hai chiếc đều được bổ sung nắp ống khói, bị đặt cho biệt danh là "mũ quả dưa". Thực tế phục vụ trong chiến tranh cho thấy mũi tàu bị ướt nước và hư hại trong hoàn cảnh biển động nặng tại Bắc Đại Tây Dương vào mùa Đông. Lớp thiết giáp hạm Scharnhorst của Đức cũng mắc phải những vấn đề tương tự, nhưng chúng được tái trang bị sau đó với một "mũi tàu Đại Tây Dương" được gia cố. Lớp Dunkerque dường như được chế tạo với cấu trúc tương đối nhẹ, nên chúng chịu hư hại do ảnh hưởng của gió mạnh, khói, rung động và sức giật của chính những khẩu pháo 330 mm của nó; và như đã đề cập bên trên, sự gần nhau quá mức của hai nòng pháo trên mỗi cặp gây ra sự phân tán điểm rơi đạn pháo quá mức khi cùng bắn trong một loạt đạn pháo.
Tỉ lệ tương đối trọng lượng vỏ giáp so với tải trọng thiết kế lên đến 36,8%, giá trị lớn nhất từng được ghi nhận cho đến lúc đó. Thiết kế vỏ giáp bảo vệ cũng rất hiện đại vào thời đó, áp dụng nguyên tắc "tất cả hoặc không có gì", không giống như các tàu chiến Đức đương thời. "Thành trì" bọc thép dài khoảng 126 m, tương đương với khoảng 60% chiều dài con tàu, để lại một phần dài trước mũi không được bảo vệ. Đai giáp được thiết kế để chịu đựng đạn pháo 280 mm của Hải quân Đức.
Sau chiếc Dunkerque dẫn đầu, chiếc Strasbourg tiếp nối có thiết kế được nâng cấp, với những thay đổi nhỏ trong tháp phía trước tích hợp cả tháp chỉ huy lẫn cầu tàu, máy đo tầm xa được bố trí cao hơn, và vỏ giáp mạnh hơn.

## Những chiếc trong lớp
| Tàu        | Đặt lườn             | Hạ thủy              | Hoạt động          | Số phận                                            |
| Dunkerque  | 24 tháng 12 năm 1932 | 2 tháng 10 năm 1935  | 1 tháng 5 năm 1937 | Bị đánh đắm 27 tháng 11 năm 1942                   |
| Strasbourg | tháng 11 năm 1934    | 12 tháng 12 năm 1936 |                    | Bị đánh đắm 27 tháng 11 năm 1942; tháo dỡ năm 1955 |

## Lịch sử hoạt động
Trong cuộc Chiến tranh Giả vờ, Dunkerque và Strasbourg đã tham gia cùng với lực lượng Anh trong việc đảm bảo an toàn các tuyến đường thương mại hàng hải quốc tế. Từ tháng 10 đến tháng 12 năm 1939, chúng đã cố truy tầm các tàu cướp tàu buôn Đức: Dunkerque cùng với tàu chiến tuần dương HMS Hood chống lại các thiết giáp hạm Scharnhost và Gneisenau, trong khi Strasbourg cùng với tàu sân bay HMS Hermes đối phó với tàu tuần dương Admiral Graf Spee. Sau chiến dịch này, những liều thuốc phóng đạn pháo dành cho Strasbourg tiếp tục được lưu giữ tại Dakar, chúng bị sử dụng nhầm cho thiết giáp hạm Richelieu trong Trận Dakar, khiến gây ra vụ nổ tháp pháo 380 mm trước phía trên của Richelieu.
Từ năm 1939, Dunkerque, Strasbourg, các tàu tuần dương và các tàu khu trục lớn của Pháp đã hình thành nên một lực lượng đặc nhiệm nhanh đặt tên là Lực lượng Bắn phá, đặt căn cứ tại Brest, với Dunkerque làm soái hạm. Tháng 12 năm 1939, Dunkerque tham gia vào việc vận chuyển sang Canada một phần số vàng dự trữ của Ngân hàng Pháp. Đối mặt với một thái độ mơ hồ của Ý, vào mùa Xuân năm 1940, Lực lượng Bắn phá được gửi đến hoạt động tại Địa Trung Hải.
Thử thách chiến trận duy nhất dành cho Dunkerque và Strasbourg là trong vụ tấn công tại cảng Mers-el-Kébir vào ngày 3 tháng 7 năm 1940, bởi Lực lượng H của Hải quân Hoàng gia Anh, bao gồm HMS Hood và các thiết giáp hạm HMS Revenge và HMS Valiant mà chúng vốn không được thiết kế để đối đầu. Trong khi chiếc siêu-dreadnought cũ Bretagne bị lật úp và chìm khiến gần 1.000 thủy thủ thiệt mạng. Strasbourg may mắn thoát khỏi các loạt đạn pháo 15 inch (381 mm) của phía Anh, sự truy đuổi của HMS Hood cùng máy bay ném ngư lôi Fairey Swordfish của tàu sân bay HMS Ark Royal, nó cùng các tàu khu trục hộ tống đến được Toulon chiều tối ngày hôm sau. Dunkerque bị bắn trúng bốn phát đạn pháo hạng nặng: phát thứ nhất nảy tung trên nóc tháp pháo 330 mm phía trước, làm thiệt mạng toàn bộ người trong nữa tháp pháo bên phải; phát thứ hai gây hư hại thiết bị máy bay; hai phát cuối làm hỏng nồi hơi và phá hủy máy phát điện, nên nó phải neo đậu lại phía bên kia vũng biển Mers-el-Kebir.
Những hư hại này không đến mức quá nghiêm trọng như lo sợ, vì phía Anh đã ngừng bắn sau không đầy 15 phút vì đô đốc Pháp ra hiệu cho biết ông đã ra lệnh ngừng bắn. Nên Đô đốc Esteva, Tổng tư lệnh Hải quân Pháp tại Bắc Phi, báo cáo bằng vô tuyến về Bộ Hải quân Pháp về một tình trạng "hư hỏng trung bình" của con tàu. Biết được điều này, Bộ Hải quân Anh ra lệnh cho Đô đốc Sommerville, Tư lệnh Lực lượng H, tiếp tục tấn công để loại bỏ hoàn toàn Dunkerque khỏi vòng chiến đấu.
Dunkerque mắc cạn tại bờ biển ngay phía trước một ngôi làng, khiến Đô đốc Sommerville lo ngại việc hỏa lực hải pháo có thể gây thương vong nặng nề cho thường dân; ông ra lệnh ngừng bắn, và vào ngày 6 tháng 7 tiếp tục tấn công nó bằng máy bay ném ngư lôi xuất phát từ HMS Ark Royal. Một quả ngư lôi đã đánh trúng một tàu tuần tra nhỏ mang theo mìn sâu đang cặp mạn chiếc Dunkerque. Hậu quả của vụ nổ đã làm mở toang một lỗ hổng lớn bên lườn chiếc thiết giáp hạm, làm thiệt mạng hơn 200 thủy thủ, khiến nó chìm tại vùng nước nông.
Vào năm 1941, được trang bị những kiểu radar đời đầu của Pháp, Strasbourg trở thành soái hạm của cái gọi là Lực lượng Biển khơi, nhưng hầu như không bao giờ đi ra biển. Được sửa chữa sơ sài, Dunkerque quay trở lại Toulon bằng chính động lực của nó vào tháng 2 năm 1942, nơi nó được đưa vào ụ tàu để tiếp tục sửa chữa. Cả hai chiếc, tiếp tục dưới quyền kiểm soát của phe Vichy, bị đánh đắm tại Toulon vào ngày 27 tháng 11 năm 1942; khi quân Đức tìm cách chiếm lấy Hạm đội Pháp sau khi Lục quân Đức chiếm đóng Vùng tự do của Pháp nhằm trả đũa việc Đồng Minh đổ bộ thành công lên Bắc Phi.
Strasbourg được người Ý trục vớt, bị giải giáp một phần và được Đức trao trả cho phe Vichy Pháp, nhưng lại bị máy bay ném bom Không lực Mỹ đánh chìm năm 1944. Dunkerque bị bỏ xó trong một tình trạng tồi tệ, và bị tháo dỡ sau khi chiến tranh kết thúc.